# سرگذشت (مجموعه تلویزیونی)
سریال سرگذشت (محکومین۲) به تهیه کنندگی بهروز مفید و نویسندگی امیرمحمد عبدی و کارگردانی سیدجمال سیدحاتمی، یک مجموعه تلویزیونی ۳۵ قسمتی است که بخش اول آن از ۲۷ دی ۱۳۹۸ از شبکه یک پخش شد و ۲۱ قسمت باقی‌مانده آن از ۳ اسفند ۱۳۹۸ تا ۲۳ اسفند ۱۳۹۸ پخش شد.

## تولید
این مجموعه اپیزودیک، فصل ۲ سریال محکومین است و با موضوع مجازات جایگزین زندان و اپیزودهایی با محوریت مشکلات مردم، اخلاق، بحران، خانواده، طلاق و… در سال‌های ۱۳۹۸–۱۳۹۷ تولید شده است. نازنین فراهانی به عنوان بازیگر ثابت و در نقش مددکار قضایی در تمام اپیزودها ایفای نقش می‌کند. در مجموع ۲۴۳ بازیگر در این سریال ایفای نقش می‌کنند که ۸۳ بازیگر آن اصلی و ۱۶۰ بازیگر فرعی هستند. انتخاب بازیگر این مجموعه پر بازیگر بر عهده حمیده مقدسی بوده است. این سریال همچنین ۳۴۰ لوکیشن داشت که فیلمبرداری در ۱۳۰ لوکیشن اصلی و ۲۱۰ لوکیشن فرعی انجام شد.
این سریال در زمان پخش پربیینده‌ترین سریال سیما بوده است.

## بازیگران
نازنین فراهانی
امیر کاظمی
 محمدرضا صابری‌موحد
ویدا جوان
سیما تیرانداز
رابعه مدنی
بهاره رهنما
ناصر هاشمی
بیژن بنفشه‌خواه
مزدک رستمی
شهره لرستانی
شیوا ابراهیمی
نسرین بابایی
نورمحمد ذوالفقاری
محمد شیری
حسین محب‌اهری
علیرضا جعفری
مریم بوبانی
علیرضا استادی
افسانه ناصری
نگار عابدی
حمیده مقدسی
مهرداد ضیایی
بهنام تشکر
بهرام ابراهیمی
ساناز سماواتی
عزت‌الله رمضانی‌فر
مجید پتکی
رامین ناصرنصیر
سوگل طهماسبی
زهره حمیدی
امیر غفارمنش
علی عامل‌هاشمی
الهام طهموری
مسعود مهدوی
امیرحسین صابری‌فرد
معصومه قاسمی‌پور
 سپند امیر سلیمانی 
 سعید امیر سلیمانی 
 کمند امیر سلیمانی 
 حسام نواب صفوی 
 حسام محمودی